# Grenadier Guards

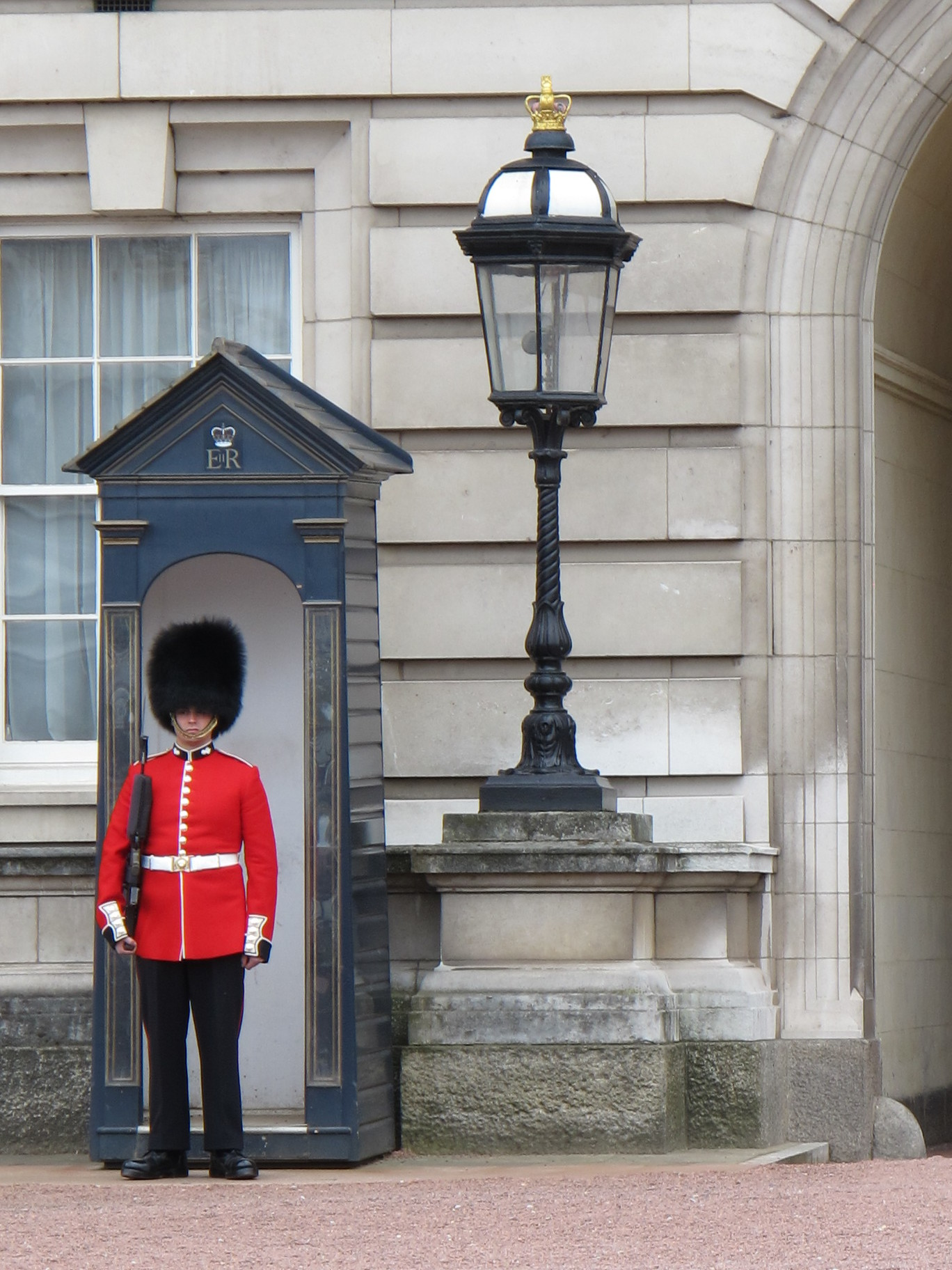
Soldat tillhörande Grenadjärgardet på vakt utanför Buckingham Palace, 2013.

Grenadier Guards, på svenska Grenadjärgardet, är ett infanteriregemente i gardesdivisionen (Household Division) i den brittiska armén.

## Bakgrund
Regementets traditioner sträcker sig till 1656 i Brügge i Spanska Nederländerna (i nuvarande Belgien) då det bildades under befäl av Henry Wilmot, 1:e earl av Rochester som ett rojalistiskt regemente i exil för att skydda Karl II under protektoratets styre i England. 1665, efter Engelska restaurationen ägt rum, fick det namnet 1st Regiment of Foot Guards.
I regementets tidiga historia deltog det i strid i Spanska tronföljdskriget, Österrikiska tronföljdskriget, Sjuårskriget, samt i Napoleonkrigen; efter den senare tilldelades det "grenadjär" titeln enligt en kunglig proklamation. Under den Viktorianska eran deltog Grenadjärgardet i Krimkriget, anglo-egyptiska kriget 1882, Mahdistupproret och andra boerkriget. År 1900 bidrog regementet med en kader för att forma Irish Guards, 1915 bidrog det även med grundbulten för bildandet av Welsh Guards.
Under första världskriget utökades regementet från tre till fem bataljoner, varav fyra tjänstgjorde vid västfonten. Vid andra världskrigets utbrott skapades det sex bataljoner och flera av dessa omskolades till pansartrupper för att ingå i Guards Armoured Division. Dessa förband stred i Frankrike, Benelux, Nordafrika och i Italien. Efter andra världskriget reducerades regementet till tre bataljoner, senare till två och under 1990-talet till endast en bataljon. Missioner sedan dess inkluderar, Brittiska Palestinamandatet, Malayakrisen, Cypernkrisen, konflikten på Nordirland, Gulfkriget, Afghanistankriget samt Irakkriget.
Regementets ceremoniella uniform utgörs av scharlakansröd vapenrock, mörkblå byxor och svart björnskinnsmössa, med vit fjäderplym på mössans vänstra sida. Knapparna är arrangerade i vanligt sättet.
Grenadjärgardets hedersöverste och hederschef är sedan 2022 kung Charles III. Hans drottning, Camilla, är även hun hedersöverste i regementet.